# Plebejer
Plebejers (Latijn: plebeius, afgeleid van plebs: volk, menigte) waren in de Romeinse maatschappij gewone burgers, niet-patriciërs, veelal boeren en vaklieden die, in tegenstelling tot de proletariërs (capite censi), grond bezaten. Plebejers hadden burgerrechten en werden door het Romeinse recht beschermd. De animositeit tussen plebejers en patriciërs is een terugkerend thema in de geschiedenis van de Romeinse Republiek.

## De Republiek
In 495 v. Chr. kwamen de plebejers voor het eerst in opstand door Rome te verlaten, de secessio plebis, om zo meer rechten af te dwingen. Dit herhaalde zich in 449 v.Chr. waarna de plebejers in 445 v.Chr. door de Lex Canuleia het recht kregen patriciërs te trouwen. Hierna begon het plebs in toenemende mate een eigen machtsbasis op te bouwen, zoals een volksvergadering en werd het in de senaat vertegenwoordigd door een tribunus plebis met vetorecht.
Het conflict tussen patriciërs en plebejers werd uiteindelijk in 287 v.Chr., na de derde en laatste secessio plebis opgelost door de dictator Quintus Hortensius die in de Lex Hortensia vastlegde dat besluiten van de volksvergadering, de plebis scitum de status van wet (lex) zouden krijgen.

## Het Keizerrijk
In de late Republiek verschoof de betekenis van het woord en werd gebruikt om mensen buiten de bestuurlijke en ridderlijke standen  aan te duiden.

## Modern gebruik
Later werd in het Nederlands meestal met de term "plebs" een zekere minderwaardigheid tot uitdrukking gebracht. Men bedoelt dan onbeschaafd, maar minder erg dan "proleet". Synoniemen zijn "gepeupel" of "schorriemorrie". Plebs en plebejer hebben tegenwoordig een sterk negatieve connotatie.